# FTSE 100
FTSE 100 Index (англ. Financial Times Stock Exchange Index, неформально «Footsie») — наиболее известный фондовый индекс Великобритании, включающий 100 крупнейших по капитализации компаний с голубыми фишками, котирующихся на Лондонской фондовой бирже. Рассчитывается независимой компанией FTSE Russell, которой совместно владеют агентство Financial Times и Лондонская фондовая биржа. Считается одним из наиболее влиятельных биржевых индикаторов в Европе.
Совокупная капитализация компаний, входящих в индекс, составляет свыше 2 трлн фунтов стерлингов.
Индекс основывается на курсах акций 100 компаний с наибольшей капитализацией, котирующихся на Лондонской фондовой бирже (LSE).
Компании, чьи акции учитываются в расчёте индекса FTSE 100, должны соответствовать следующим основным условиям, выставляемым FTSE Group:
- входить в список Лондонской фондовой биржи,
- стоимость акций индекса FTSE 100 должна выражаться в фунтах стерлингов,
- пройти тест на принадлежность к определённому государству,
- акции FTSE 100 должны находиться в свободном обращении и быть высоколиквидными.

Кроме этого, оператор проводит дополнительные проверки на соответствие ряду конкретных политик.
Торги на бирже идут с 08:00 до 16:29 по Гринвичу (GMT зимой, летом GMT+1) (когда начинаются действия по закрытию), цена закрытия высчитывается в 16:35 по Гринвичу.

## Обзор

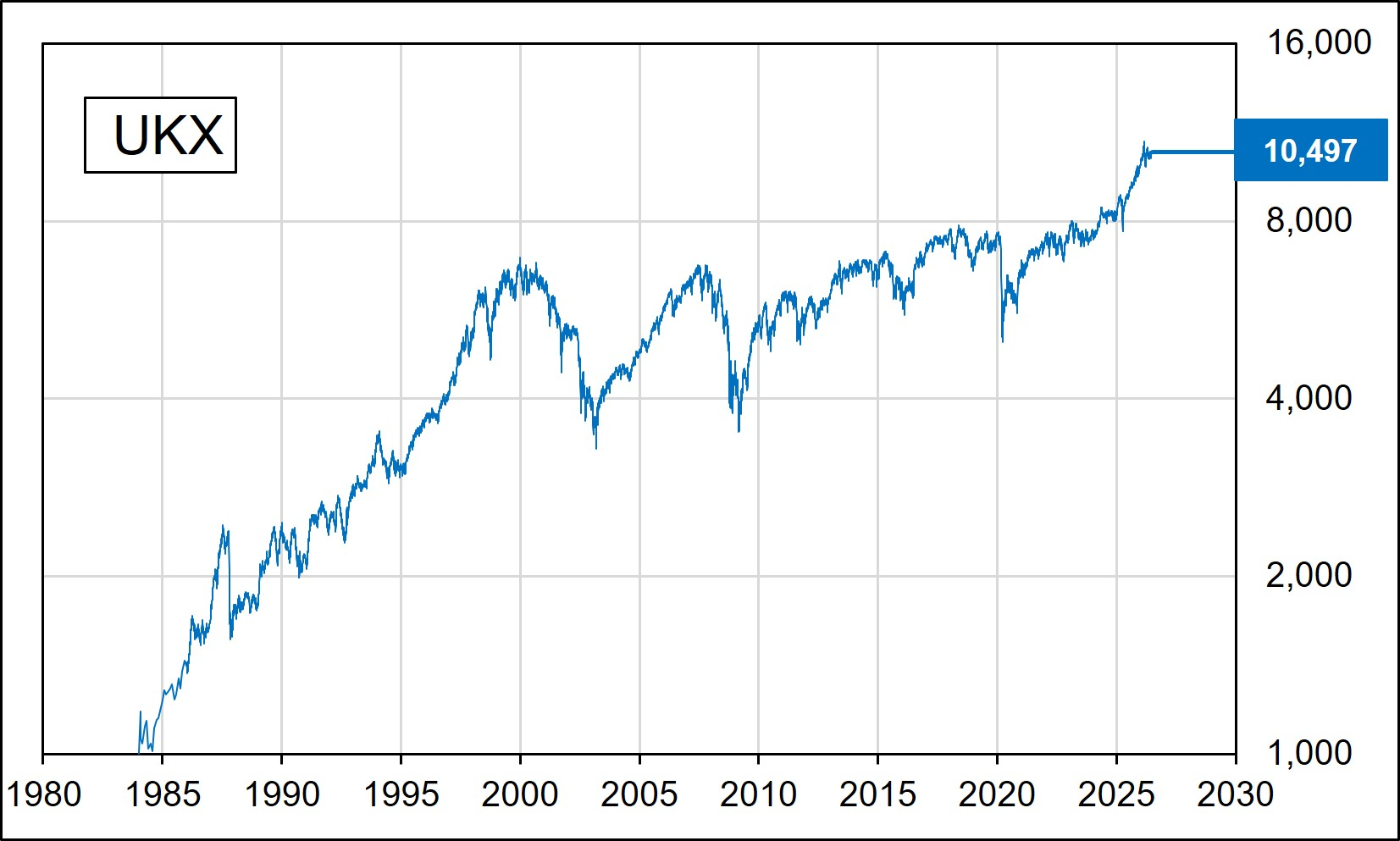
Динамика индекса FTSE 100 с января 1984 г. по июнь 2024 г.

Индекс рассчитывается в режиме реального времени и публикуется каждую секунду, когда рынок открыт.
FTSE 100 состоит из 100 крупнейших квалификационных британских компаний по полной рыночной стоимости. Общая рыночная стоимость компании рассчитывается путем умножения цены акций компании на общее количество выпущенных ими акций. Однако многие из них являются компаниями, ориентированными на международный рынок, поэтому движение индекса является довольно слабым индикатором того, как развивается экономика Великобритании, и существенно зависит от обменного курса фунта. Лучшим показателем британской экономики является индекс FTSE 250, поскольку он содержит меньшую долю международных компаний.
Несмотря на то, что индекс FTSE All-Share является более всеобъемлющим, FTSE 100 на сегодняшний день является наиболее широко используемым индикатором фондового рынка Великобритании. Другие соответствующие показатели индекса FTSE 250 (которая включает в себя следующее крупнейших 250 компаний после индекса FTSE 100), индекса FTSE 350 (который является агрегированием индексов FTSE 100 и 250), индекса smallcap и FTSE Fledgling. FTSE All-Share объединяет FTSE 100, FTSE 250 и FTSE SmallCap.
Начал рассчитываться с 3 января 1984 года с уровня 1000 пунктов. Достиг своего рекордного значения в 8474,71 пункта 15 мая 2024 года. После резкого обвала в ходе финансового кризиса 2007—2010 годов индекс опустился ниже отметки 3500 в марте 2009 года, однако позднее в значительной мере восстановился. 8 февраля 2011 года он достиг уровня 6091,33 пункта — наивысшего показателя с середины 2008 года.

## База расчёта индекса
Один раз в квартал производится пересмотр компаний, входящих в расчёт индекса. В связи с этим одни компании, капитализация которых возросла, попадут в индекс; напротив, компании, стоимость акций которых упала могут выбыть из перечня.
Список приведён на август 2024 года. С учётом изменений стоимости информация о компаниях, расположенных при ранжировке к наименьшей капитализации, может быть неточной.
| Компания                            | Сокращение | Отрасль/сфера деятельности                                                             | Капитализация (млн фунтов стерлингов) |
| ----------------------------------- | ---------- | -------------------------------------------------------------------------------------- | ------------------------------------- |
| AIRTEL AFRICA PLC                   | AAF        | Связь                                                                                  | 4,289.47                              |
| ANGLO AMERICAN PLC                  | AAL        | Горная промышленность                                                                  | 30,483.40                             |
| ASSOCIATED BRITISH FOODS PLC        | ABF        | Пищевая промышленность, розничная торговля                                             | 18,603.37                             |
| ADMIRAL GROUP PLC                   | ADM        | Страхование                                                                            | 8,990.04                              |
| ASHTEAD GROUP PLC                   | AHT        | Аренда                                                                                 | 22,861.98                             |
| ANTOFAGASTA PLC                     | ANTO       | Горная промышленность                                                                  | 18,834.79                             |
| AUTO TRADER GROUP PLC               | AUTO       | Торговля автомобилями                                                                  | 7,540.81                              |
| AVIVA PLC                           | AV.        | Страхование                                                                            | 13,331.73                             |
| ASTRAZENECA PLC                     | AZN        | Фармацевтика                                                                           | 203,985.45                            |
| BAE SYSTEMS PLC                     | BA.        | ВПК                                                                                    | 39,943.54                             |
| BARCLAYS PLC                        | BARC       | Банковские услуги                                                                      | 33,750.26                             |
| BRITISH AMERICAN TOBACCO PLC        | BATS       | Табачная промышленность                                                                | 61,814.97                             |
| BARRATT DEVELOPMENTS PLC            | BDEV       | Жилищное строительство                                                                 | 7,480.85                              |
| BEAZLEY PLC                         | BEZ        | Страхование                                                                            | 4,831.72                              |
| BERKELEY GROUP HOLDINGS (THE) PLC   | BKG        | Жилищное строительство                                                                 | 5,264.31                              |
| B&M EUROPEAN VALUE RETAIL S.A.      | BME        | Розничная торговля                                                                     | 4,461.42                              |
| BUNZL PLC                           | BNZL       | Дистрибьюторская и аутсорсинговая деятельность                                         | 11,738.95                             |
| BP PLC                              | BP.        | Нефтегазовая промышленность                                                            | 70,908.99                             |
| BURBERRY GROUP PLC                  | BRBY       | Легкая промышленность                                                                  | 2,484.27                              |
| BT GROUP PLC                        | BT.A       | Телекоммуникации                                                                       | 13,656.79                             |
| COCA-COLA HBC AG                    | CCH        | Производство безалкогольных напитков                                                   | 9,958.59                              |
| CENTRICA PLC                        | CNA        | Энерго- и газоснабжение                                                                | 6,654.25                              |
| COMPASS GROUP PLC                   | CPG        | Услуги общественного питания                                                           | 40,193.29                             |
| CRODA INTERNATIONAL PLC             | CRDA       | Химическая промышленность                                                              | 5,662.22                              |
| CONVATEC GROUP PLC                  | CTEC       | Производство медицинских приборов                                                      | 4,788.31                              |
| DARKTRACE PLC                       | DARK       | Кибербезопасность                                                                      | 4,059.84                              |
| DCC PLC                             | DCC        | Сопровождение бизнеса                                                                  | 5,260.22                              |
| DIAGEO PLC                          | DGE        | Производство напитков                                                                  | 56,246.10                             |
| DIPLOMA PLC                         | DPLM       | Технические продукты и услуги                                                          | 5,830.32                              |
| ENDEAVOUR MINING                    | EDV        | Добыча полезных ископаемых                                                             | 4,005.98                              |
| ENTAIN PLC                          | ENT        | Букмекерская деятельность (спорт), организация азартных игр                            | 4,143.92                              |
| EXPERIAN PLC                        | EXPN       | Бизнес услуги                                                                          | 33,251.59                             |
| EASYJET PLC                         | EZJ        | Авиаперевозки                                                                          | 3,629.35                              |
| F&C INVESTMENT TRUST PLC            | FCIT       | Управление инвестициями                                                                | 5,061.83                              |
| FRASERS GROUP PLC                   | FRAS       | Розничная торговля                                                                     | 3,861.46                              |
| FRESNILLO PLC                       | FRES       | Добыча полезных ископаемых                                                             | 4,086.07                              |
| GLENCORE PLC                        | GLEN       | Добыча полезных ископаемых                                                             | 50,083.92                             |
| GSK PLC                             | GSK        | Фармацевтика, биотехнологии                                                            | 67,067.04                             |
| HIKMA PHARMACEUTICALS PLC           | HIK        | Фармацевтика                                                                           | 4,431.07                              |
| HARGREAVES LANSDOWN PLC             | HL.        | Финансовые услуги                                                                      | 5,226.99                              |
| HALMA PLC                           | HLMA       | Технологические разработки в области медицины, безопасности и измерительных технологий | 9,635.40                              |
| HALEON PLC                          | HLN        | Потребительские товары для здоровья                                                    | 33,928.93                             |
| HSBC HLDGS PLC                      | HSBA       | Финансовые услуги                                                                      | 121,713.91                            |
| HOWDEN JOINERY GROUP PLC            | HWDN       | Производство мебели                                                                    | 5,124.20                              |
| INTL CONSOLIDATED AIRLINES GROUP SA | IAG        | Авиация                                                                                | 8,977.34                              |
| INTERMEDIATE CAPITAL GROUP PLC      | ICG        | Финансовые услуги, управление активами                                                 | 6,236.96                              |
| INTERCONTINENTAL HOTELS GROUP PLC   | IHG        | Гостиничный бизнес                                                                     | 12,000.30                             |
| 3I GROUP PLC                        | III        | Корпоративные финансы                                                                  | 31,050.94                             |
| IMPERIAL BRANDS PLC                 | IMB        | Табачная промышленность                                                                | 18,300.59                             |
| IMI PLC                             | IMI        | Инженерное дело                                                                        | 4,701.09                              |
| INFORMA PLC                         | INF        | Издательское дело, бизнес-аналитика                                                    | 10,974.52                             |
| INTERTEK GROUP PLC                  | ITR        | Тестирование продукции                                                                 | 7,753.33                              |
| JD SPORTS FASHION PLC               | JD.        | Розничная торговля                                                                     | 7,417.07                              |
| KINGFISHER PLC                      | KGF        | Розничная торговля                                                                     | 5,273.30                              |
| LAND SECURITIES GROUP PLC           | LAND       | Управление недвижимостью                                                               | 4,726.35                              |
| LEGAL & GENERAL GROUP PLC           | LGEN       | Финансовые услуги, управление активами                                                 | 13,324.91                             |
| LLOYDS BANKING GROUP PLC            | LLOY       | Банковское дело, финансовые услуги                                                     | 36,639.70                             |
| LONDONMETRIC PROPERTY PLC           | LMP        | Управление недвижимостью                                                               | 4,239.62                              |
| LONDON STOCK EXCHANGE GROUP PLC     | LSEG       | Финансовые услуги                                                                      | 53,844.73                             |
| MARKS & SPENCER GROUP PLC           | MKS        | Розничная торговля                                                                     | 6,929.26                              |
| MONDI PLC                           | MNDI       | Производство упаковки, бумажная промышленность                                         | 6,475.52                              |
| M&G PLC                             | MNG        | Финансовые услуги                                                                      | 5,065.47                              |
| MELROSE INDUSTRIES PLC              | MRO        | Аэрокосмическая промышленность                                                         | 6,172.58                              |
| NATIONAL GRID PLC                   | NG.        | Энерго- и газоснабжение, распределение энергоресурсов                                  | 48,526.07                             |
| NATWEST GROUP PLC                   | NWG        | Банковское дело, финансовые услуги                                                     | 29,014.20                             |
| NEXT PLC                            | NXT        | Розничная торговля                                                                     | 12,716.46                             |
| PHOENIX GROUP HOLDINGS PLC          | PHNX       | Страхование                                                                            | 5,648.86                              |
| PRUDENTIAL PLC                      | PRU        | Страхование                                                                            | 18,069.00                             |
| PERSHING SQUARE HOLDINGS LTD        | PSH        | Финансовые услуги                                                                      | 6,690.33                              |
| PERSIMMON PLC                       | PSN        | Жилищное строительство                                                                 | 5,220.16                              |
| PEARSON PLC                         | PSON       | Издательская деятельность, предоставление образовательных услуг                        | 6,933.44                              |
| RELX PLC                            | REL        | Информация и аналитика                                                                 | 65,150.93                             |
| RIO TINTO PLC                       | RIO        | Горнодобывающая промышленность, металлообработка                                       | 60,304.18                             |
| RECKITT BENCKISER GROUP PLC         | RKT        | Производство потребительских товаров                                                   | 30,271.18                             |
| RIGHTMOVE PLC                       | RMV        | Услуги по продаже недвижимости                                                         | 4,356.55                              |
| ROLLS-ROYCE HOLDINGS PLC            | RR.        | Аэрокосмическая промышленность, оборона, энергетика, морская промышленность            | 42,031.20                             |
| RENTOKIL INITIAL PLC                | RTO        | Бизнес-услуги                                                                          | 12,143.04                             |
| SAINSBURY(J) PLC                    | SBRY       | Розничная торговля                                                                     | 6,805.23                              |
| SCHRODERS PLC                       | SDR        | Управление инвестициями                                                                | 5,561.65                              |
| SAGE GROUP PLC                      | SGE        | Разработка программное обеспечения                                                     | 10,083.59                             |
| SEGRO PLC                           | SGRO       | Инвестиции в недвижимость                                                              | 11,908.95                             |
| SHELL PLC                           | SHEL       | Добыча нефти и газа, нефтегазовая промышленность                                       | 170,712.02                            |
| SMITH (DS) PLC                      | SMDS       | Производство упаковки                                                                  | 6,542.10                              |
| SMITHS GROUP PLC                    | SMIN       | Инженерное дело                                                                        | 6,078.39                              |
| SCOTTISH MORTGAGE INV TST PLC       | SMT        | Управление инвестициями                                                                | 10,778.20                             |
| SMITH & NEPHEW PLC                  | SN.        | Производство медицинского оборудования                                                 | 10,260.53                             |
| SPIRAX GROUP PLC                    | SPX        | Производство насосов и устройств, связанных с тепловой энергией                        | 5,403.14                              |
| SSE PLC                             | SSE        | Энергетика                                                                             | 20,502.70                             |
| STANDARD CHARTERED PLC              | STAN       | Банковское дело, финансовые услуги                                                     | 19,517.42                             |
| SEVERN TRENT PLC                    | SVT        | Водоснабжение                                                                          | 7,536.13                              |
| TESCO PLC                           | TSCO       | Розничная торговля                                                                     | 24,113.50                             |
| TAYLOR WIMPEY PLC                   | TW.        | Жилищное строительство                                                                 | 5,690.42                              |
| UNILEVER PLC                        | ULVR       | Производство потребительских товаров                                                   | 120,651.96                            |
| UNITE GROUP PLC                     | UTG        | Предоставление студенческого жилья                                                     | 4,710.95                              |
| UNITED UTILITIES GROUP PLC          | UU.        | Водоснабжение                                                                          | 6,802.52                              |
| VODAFONE GROUP PLC                  | VOD        | Телекоммуникации                                                                       | 19,699.49                             |
| VISTRY GROUP PLC                    | VTY        | Жилищное строительство                                                                 | 4,507.05                              |
| WEIR GROUP PLC                      | WEIR       | Инженерное дело                                                                        | 5,002.72                              |
| WPP PLC                             | WPP        | Коммуникации, реклама, связи с общественностью                                         | 7,791.48                              |
| WHITBREAD PLC                       | WTB        | Гостиничный бизнес                                                                     | 5,199.82                              |